# Andy Yiadom
Andrew Kyere Yiadom, plus connu sous le nom d'Andy Yiadom (né le 2 décembre 1991 à Holloway (Londres) en Angleterre) est un footballeur ghanéen, qui évolue au poste de défenseur et de milieu de terrain au Reading FC.

## Biographie

### Carrière en sélection
En janvier 2017, il se voit retenu par le sélectionneur Avraham Grant afin de participer à la Coupe d'Afrique des nations 2017 avec le Ghana, alors qu'il n'a pourtant encore jamais joué en équipe nationale.

## Palmarès
- Champion de Conference en 2015 avec Barnet